# Herbert Lattmann
Herbert Lattmann (* 29. November 1944 in Kirchdorf, heute zu Barsinghausen in der Region Hannover) ist ein Politiker der CDU in Niedersachsen, der 16 Jahre Mitglied des Bundestages war.

## Leben
Nach dem Besuch der Volks- und Realschule erlangte er 1962 die Mittlere Reife, machte von 1962 bis 1965 eine Lehre als Industriekaufmann, die er mit der Kaufmannsgehilfenprüfung abschloss. Von 1965 bis 1967 leistete er seinen Wehrdienst und war im Anschluss daran bis 1972 Sachbearbeiter im Rechnungswesen in der Industrie. Nachdem Lattmann von 1973 bis 1975 eine Wirtschaftsfachschule besucht hatte, legte er 1975 das Staatsexamen als Staatlich geprüfter Betriebswirt ab. Seit 1975 arbeitete er als Prüfer der Wibera-Wirtschaftsberatung AG.
Er ist seit 1967 Mitglied der CDU und war von 1972 bis 1982 Ratsherr in Barsinghausen.
Lattmann war vom 27. April 1982 bis 1998 Mitglied des Bundestages. 1983, 1990 und 1994 gewann er das Direktmandat im Wahlkreis Hannover-Land II und zog sonst stets über die Landesliste der CDU Niedersachsen ins Parlament ein.
Lattmann ist evangelisch, verheiratet und Vater zweier Kinder.

## Veröffentlichungen
- Bürokratismus. Der Staat ist uns abnehmend lieb und zunehmend teuer. Leuenhagen und Paris, Hannover 1979
- Am Anfang war ein Akt. Köstliche Unglaublichkeiten aus aller Herren Ämter. Leuenhagen und Paris, Hannover 1986, ISBN 3-923976-06-2
- Die Renaissance des Wegsehens. Von Verbrechen, die nicht in die Landschaft passen. Books on Demand, Norderstedt 2013, ISBN 978-3-8482-1128-9
- Steine, über die wir stolpern. Books on Demand, Norderstedt 2023, ISBN 978-3-7583-6028-2